# Écueil
Écueil – miejscowość i gmina we Francji, w regionie Grand Est, w departamencie Marna.
Według danych na rok 1990 gminę zamieszkiwały 362 osoby, a gęstość zaludnienia wynosiła 51 osób/km².